# I love you 2
I love you 2 (J’ai deux amours o J’ai 2 amours) è una miniserie francese del 2018 di 3 episodi diretta da Clément Michel.
La serie è stata distribuita in Francia sulla rete televisiva Arte il 22 marzo 2018 mentre in Italia su Fox-life dal 2 settembre al 16 settembre 2018.
Sebbene nella versione internazionale (e italiana) sia stato adottato come nome I love you 2 la serie non è un seguito e il 2 nel titolo è da accostare al nome originale della serie J’ai 2 amours che, in italiano, significa letteralmente "ho 2 amori".

## Trama
Hector, 40 anni, è un medico che si occupa di emergenze. Vive a Strasburgo ed è fidanzato con Jérémie da cinque anni. Determinati a fondare una famiglia, i due uomini prevedono di avere un bambino con la loro amica Anna, lesbica con anch’essa un forte desiderio di avere bambini, che si è trasferita a casa loro dopo una separazione dolorosa. Ma quando hanno da poco iniziato una procedura di inseminazione artificiale in Belgio, ritorna in ospedale il primo amore di Hector, Louise. Venti anni dopo la loro separazione ricadono l’uno nelle braccia dell’altra. Innamorato della giovane donna come del suo compagno, Hector non è in grado di fare una scelta e si impegna in una doppia relazione ad alto rischio.

## Distribuzione
I love you 2 è stato presentato per la prima volta il 15 settembre 2017 al festival del dramma televisivo di La Rochelle. Distribuiti per la prima volta su Internet il 15 marzo 2018, i tre episodi che compongono la serie sono stati trasmessi il 22 marzo 2018 su Arte in Germania e Francia.

## Accoglienza

### Critica
La rivista belga Moustique vede una chiara discendenza con la serie Clara Sheller, dove François Vincentelli aveva già recitato in un ruolo bisessuale, ma rimpiange il lato atteso e concordato della serie I love you 2. Per la giornalista Claire Varin: "Clement Michel non riesce a suscitare emozioni in questo moderno tono intimo di vaudeville piuttosto serio".

## Riconoscimenti
- Festival del dramma televisivo di La Rochelle: categoria « Compétition officielle (52 minuti) »